# Latae sententiae
Latae sententiae (in lingua italiana: "di sentenza pronunciata, emessa") è un termine tecnico-giuridico in lingua latina del diritto canonico della Chiesa cattolica che indica una specifica modalità con cui possono venire irrogate alcune pene canoniche. Consiste in una forma di irrogazione della pena non legata a una sua dichiarazione, ma solo al fatto che si commetta lo specifico delitto per il quale il legislatore ha stabilito la pena latae sententiae.

## Modalità e criteri generali
L'espressione appare 28 volte nel Codice di diritto canonico attuale.
Le prime due istanze sono nel Libro II, parte II (costituzione gerarchica della chiesa):
- Nel can. 508 si specifica che «...il canonico penitenziere, sia della chiesa cattedrale sia della chiesa collegiale, ha in forza dell'ufficio la facoltà ordinaria che però non è delegabile, di assolvere in foro sacramentale dalle censure latae sententiae non dichiarate, non riservate alla Sede Apostolica».
- Nel can. 566 §2 si concede la stessa facoltà anche ai cappellani di ospedali, carceri e di viaggi in mare: «...il cappellano ha inoltre la facoltà, esercitabile solo in tali luoghi, di assolvere dalle censure latae sententiae non riservate né dichiarate».
  - Il can. 976, citato dal can. 566 §2 aggiunge: «Ogni sacerdote, anche se privo della facoltà di ricevere le confessioni, assolve validamente e lecitamente tutti i penitenti che si trovano in pericolo di morte, da qualsiasi censura e peccato, anche qualora sia presente un sacerdote approvato».

Le altre istanze appaiono nel Libro VI. Nella parte I dello stesso (delitti e pene in genere) si danno le indicazioni generali.
Il can. 1314 spiega l'espressione:
«La pena per lo più è ferendae sententiae, di modo che non costringe il reo se non dopo essere stata inflitta; è poi latae sententiae, così che vi s'incorra per il fatto stesso d'aver commesso il delitto, sempre che la legge o il precetto espressamente lo stabilisca.»
Ciò significa che chi commette un'azione per la quale si prescrive una pena latae sententiae incorre automaticamente nella pena. Chiaramente, secondo l'interpretazione corrente, deve trattarsi di un'azione che costituisca peccato, altrimenti non può avere pena canonica.
Il can. 1318 offre un altro criterio generale per coloro che nella Chiesa possono stabilire pene: «Il legislatore non commini pene latae sententiae se non eventualmente contro qualche singolo delitto doloso, che o risulti arrecare gravissimo scandalo o non possa essere efficacemente punito con pene ferendae sententiae».
Il can. 1324 elenca tutta una serie di circostanze che sono attenuanti generiche di peccato, e che fanno sì che quando sono presenti non possa darsi pena latae sententiae. Tali circostanze sono:
- uso di ragione in maniera soltanto imperfetta;
- mancanza dell'uso di ragione a causa di ubriachezza o di altra simile perturbazione della mente, di cui fosse colpevole;
- grave impeto passionale, che tuttavia non abbia preceduto ed impedito ogni deliberazione della mente e consenso della volontà e purché la passione stessa non sia stata volontariamente eccitata o favorita;
- minore età;
- timore grave, anche se soltanto relativamente tale, o per necessità o per grave incomodo;
- legittima difesa contro un ingiusto aggressore proprio o di terzi;
- in caso di essere stato gravemente e ingiustamente provocato;
- errore colpevole, su alcune circostanze menzionate nel can. 1323, n. 4 o 5;
- ignoranza incolpevole della legge o precetto a cui è annessa la pena;
- assenza della piena imputabilità.

Il can. 1329 §2 specifica che possono incorrere nella pena latae sententiae anche i complici.
Il can. 1352 §2 specifica altresì che se la pena latae sententiae non è stata dichiarata né è notoria nel luogo ove vive il "delinquente", è sospesa in tutto o in parte nella misura in cui il reo non la possa osservare senza pericolo di grave scandalo o d'infamia.
I cann. 1355-7 stabiliscono chi può rimettere la pena latae sententiae.
Per incorrere in una pena latae sententiae è necessario conoscerne l'automaticità, o quantomeno è necessario non ignorarne colpevolmente il meccanismo automatico di applicazione. 

## Delitti canonici per cui è prevista una penalatae sententiae

### Nel Codice di diritto canonico
La parte II del Libro VI del Codice stabilisce i casi precisi in cui si comminano le pene latae sententiae:
- Pena di scomunica:
  - apostasia ed eresia; agli scismatici è comminata la medesima pena (can. 1364 §1)
  - profanazione delle specie consacrate, oppure la loro asportazione o conservazione a scopo sacrilego (can. 1367) - (riservata alla Sede Apostolica)
  - violenza fisica contro il Romano Pontefice (can. 1370) - (riservata alla Sede Apostolica)
  - L'assoluzione del complice nel peccato contro il sesto comandamento del Decalogo ("Non commettere adulterio") da parte di un presbitero o vescovo (can. 1378 §1) - (riservata alla Sede Apostolica)
  - consacrazione di vescovi senza mandato pontificio, estesa anche a chi ha ricevuto la consacrazione (can. 1382) - (riservata alla Sede Apostolica)
  - violazione diretta da parte del confessore del sigillo sacramentale (can. 1386 §1) - (riservata alla Sede Apostolica)
  - procurare l'aborto ottenendo l'effetto (can. 1398)
- Pena di interdetto
  - violenza fisica contro un vescovo (can. 1370)
  - attentato alla celebrazione dell'eucaristia e tentativo di impartire l'assoluzione sacramentale senza potere (can. 1378 §2)
  - denuncia falsa al Superiore ecclesiastico di un confessore per il delitto di assoluzione del complice di cui al can. 1378 (can. 1390 §1)
  - attentato al matrimonio, anche solo civilmente, da parte del religioso di voti perpetui non chierico (can. 1394 §2)
- Pena di sospensione
  - violenza fisica contro un Vescovo da parte di un chierico (can. 1370)
  - attentato al matrimonio, anche solo civilmente, da parte del chierico (can. 1394 §1)

### Nel decretoCongregatio quo
La Congregazione per la dottrina della fede ha promulgato il 23 settembre 1988 il decreto Congregatio quo, con il quale ha reintrodotto la scomunica latae sententiae per «...chiunque registra con qualsiasi strumento tecnico ciò che nella confessione sacramentale, vera o simulata, fatta da sé o da un altro, viene detto dal confessore o dal penitente, oppure lo divulga con strumenti della comunicazione sociale».
Questa scomunica era già stata emessa nel 1973; poi il Codice di diritto canonico, promulgato nel 1983, non l'aveva esplicitamente ratificata e quindi ne aveva sancito l'abrogazione; per questo nel 1988 la scomunica è stata reintrodotta con decreto.

### NellaUniversi dominici gregis
La costituzione apostolica Universi dominici gregis (Giovanni Paolo II, 22 febbraio 1996), che detta le norme per lo svolgimento del conclave, stabilisce la scomunica latae sententiae:
- per gli addetti al conclave che sono tenuti al segreto, in caso di violazione del segreto stesso (n. 58) - (riservata alla Sede Apostolica)
- per i cardinali che incorrono nel peccato di simonia nell'elezione del sommo pontefice (n. 78)
- per i cardinali che ricevessero da qualsivoglia autorità civile l'incarico di proporre il veto, o il cosiddetto ius exclusivae, o che anche solo lo palesassero nel collegio cardinalizio o a qualche cardinale elettore (n. 80)
- per i cardinali che realizzassero ogni forma di patteggiamenti, accordi, promesse o altri impegni di qualsiasi genere, che li possano costringere a dare o a negare il voto ad uno o ad alcuni (n. 81)

## Come si rimette una penalatae sententiae
Può rimettere la pena stabilita dalla legge, che sia stata inflitta o dichiarata, purché non sia riservata alla Sede Apostolica:
- l'ordinario che ha promosso il giudizio per infliggere o dichiarare la pena, oppure l'ha inflitta o dichiarata per decreto personalmente o tramite altri;
- l'ordinario del luogo in cui si trova il delegittimato legalmente, dopo aver però consultato l'ordinario di cui sopra, a meno che per circostanze straordinarie ciò sia impossibile.

La pena latae sententiae non ancora dichiarata stabilita dalla legge, se non è riservata alla Sede Apostolica, può essere rimessa dall'ordinario ai propri sudditi e a coloro che si trovano nel suo territorio o vi hanno commesso il delitto, e da qualunque vescovo nell'atto della confessione sacramentale.
Ferme restando le disposizioni dei cann. 508 e 976, il confessore può rimettere in foro interno sacramentale la censura latae sententiae di scomunica o d'interdetto, non dichiarata, se al penitente sia gravoso rimanere in stato di peccato grave per il tempo necessario a che il Superiore competente provveda.
Non si può rimettere la censura se non al delinquente che abbia receduto dalla contumacia, a norma del can. 1347, § 2; a chi abbia receduto poi non si può negare la remissione.
(cfr. can. 1355, § 1-2; can 1357, § 1; can. 1358, § 1 del CIC)